# FC Haarlem in het seizoen 1980/81
Het seizoen 1980/1981 was het 27e jaar in het bestaan van de Haarlemse betaaldvoetbalclub FC Haarlem. De club kwam uit in de Eerste divisie en eindigde daarin op de eerste plaats, dit hield in dat de club rechtstreeks promoveerde naar de Eredivisie. Tevens deed de club mee aan het toernooi om de KNVB beker, hierin werd in de kwartfinale, over twee wedstrijden, verloren van AZ '67 (2–4).

## Wedstrijdstatistieken

### Eerste divisie
|       | SC Amersfoort | FC Amsterdam | FC Den Bosch '67 | SC Cambuur | DS '79 | Eindhoven | Fortuna Sittard | De Graafschap | sc Heerenveen | Helmond Sport | SC Heracles '74 | SVV   | Telstar | SC Veendam | Vitesse | FC Vlaardingen '74 | FC Volendam | FC VVV |
| ----- | ------------- | ------------ | ---------------- | ---------- | ------ | --------- | --------------- | ------------- | ------------- | ------------- | --------------- | ----- | ------- | ---------- | ------- | ------------------ | ----------- | ------ |
| Thuis | 6 – 0         | 2 – 0        | 0 – 2            | 1 – 0      | 3 – 1  | 2 – 0     | 1 – 0           | 3 – 2         | 3 – 0         | 3 – 1         | 5 – 0           | 1 – 1 | 3 – 1   | 4 – 0      | 0 – 1   | 2 – 1              | 4 – 1       | 2 – 1  |
| Uit   | 0 – 1         | 0 – 3        | 2 – 0            | 0 – 0      | 1 – 3  | 0 – 3     | 2 – 1           | 1 – 0         | 0 – 0         | 1 – 1         | 0 – 4           | 0 – 3 | 0 – 5   | 2 – 1      | 1 – 1   | 1 – 1              | 1 – 3       | 1 – 3  |

### KNVB beker
| 1e ronde                                             | Haarlem                                               | 3 – 0 (1 – 0)                         | Vitesse                                                 |
| 7 september 1980 Plaats: Haarlem Jan Gijzenkade      | Martin Haar 31' Ruud Gullit 81' Terry Hendriks 83'    |                                       |                                                         |
| 2e ronde                                             | Haarlem                                               | 2 – 2 (2 – 1, 2 – 2) Na strafschoppen | NAC                                                     |
| 16 november 1980 Plaats: Haarlem Jan Gijzenkade      | Ruud Gullit 10' Alwin Leysner 30'                     |                                       | 18' Martien Vreijsen 64' Ton Sprangers                  |
| 3e ronde                                             | Feyenoord                                             | 3 – 3 (1 – 1, 2 – 2) Na strafschoppen | Haarlem                                                 |
| 25 januari 1981 Plaats: Rotterdam Stadion Feijenoord | Pierre Vermeulen 33' Jan Peters 47' Ivan Nielsen 101' |                                       | 42' Terry Hendriks 90' Joop Böckling 112' Alwin Leysner |
| Kwartfinale                                          | Haarlem                                               | 1 – 1 (1 – 1)                         | AZ '67                                                  |
| 25 februari 1981 Plaats: Haarlem Jan Gijzenkade      | Terry Hendriks 1'                                     |                                       | 4' Kurt Welzl                                           |
| Kwartfinale (replay)                                 | AZ '67                                                | 3 – 1 (1 – 0)                         | Haarlem                                                 |
| 1 april 1981 Plaats: Alkmaar Alkmaarderhout          | Pier Tol 28' Kristen Nygaard 46' Jan Peters 90'       |                                       | 48' Alwin Leysner                                       |

## Statistieken Haarlem 1980/1981

### Eindstand Haarlem in de Nederlandse Eerste divisie 1980 / 1981
| Stand | Gespeeld | Gewonnen | Gelijk | Verloren | Punten | Doelpunten voor | Doelpunten tegen |
| ----- | -------- | -------- | ------ | -------- | ------ | --------------- | ---------------- |
| 1e    | 36       | 24       | 6      | 6        | 54     | 78              | 25               |

### Topscorers
| #                    | Naam            | Goal |
| -------------------- | --------------- | ---- |
| 1.                   | Ruud Gullit     | 14   |
| 2.                   | Terry Hendriks  | 13   |
| 3.                   | Tom Nijdam      | 12   |
| 4.                   | Gerrie Kleton   | 8    |
| 5.                   | Joop Böckling   | 7    |
| 6.                   | Martin Haar     | 4    |
| 7.                   | Wim Balm        | 3    |
| 8.                   | Piet Huyg       | 2    |
| 8.                   | Frank van Leen  | 2    |
| 8.                   | Alwin Leysner   | 2    |
| 8.                   | Keith Masefield | 2    |
| 8.                   | Chris Verkaik   | 2    |
| 13.                  | Abe van den Ban | 1    |
| 13.                  | Eef Melgers     | 1    |
| 13.                  | Edward Metgod   | 1    |
| 13.                  | Ron van Niekerk | 1    |
| Onbekende doelpunten |                 |      |
| –                    | Onbekend        | 3    |
| Totaal               | Totaal          | 78   |

| #      | Naam           | Goal |
| ------ | -------------- | ---- |
| 1.     | Terry Hendriks | 3    |
| 1.     | Alwin Leysner  | 3    |
| 3.     | Ruud Gullit    | 2    |
| 4.     | Joop Böckling  | 1    |
| 4.     | Martin Haar    | 1    |
| Totaal | Totaal         | 10   |

## Voetnoten
SC Amersfoort ·
FC Amsterdam ·
FC Den Bosch '67 ·
SC Cambuur ·
DS '79 ·
Eindhoven ·
Fortuna Sittard ·
De Graafschap ·
FC Haarlem ·
sc Heerenveen ·
Helmond Sport ·
Heracles '74 ·
SVV ·
Telstar ·
SC Veendam ·
Vitesse ·
FC Vlaardingen '74 ·
FC Volendam ·
FC VVV